# 1974 FIFAワールドカップ・予選
1974 FIFAワールドカップ 地区予選は、開催国と前回優勝国を含めて、99のナショナルチームがエントリーした。
本大会に出場できるのは16チームで、開催国の西ドイツと前回優勝国のブラジルは予選を免除された。

## 出場枠
|               | 欧州 | 南米 | 北中米カリブ海 | アフリカ | アジア | 大洋州 | 開催国 | 前回優勝国 | 合計 |
| 本大会 出場枠 | 8.5  | 2.5  | 1              | 1        | 1      | 1      | 1      | 1          | 16   |

## 予選の方式
大陸別にグループを組んで、上位のチームが本大会へ出場できる。それぞれのグループの予選方法は以下の通りである。
ヨーロッパ予選
32チームが参加。1組3または4チームの編成で、全9組。各組1位チームが出場となるが、グループ9の1位チームは南米との大陸間プレーオフへ回る。
グループ1：スウェーデン、オーストリア、ハンガリー、マルタ（スウェーデンとオーストリアが勝ち点と得失点差で並んだため中立地でプレーオフを実施）
グループ2：イタリア、トルコ、スイス、ルクセンブルク
グループ3：オランダ、ベルギー、ノルウェー、アイスランド
グループ4：東ドイツ、ルーマニア、フィンランド、アルバニア
グループ5：ポーランド、イングランド、ウェールズ
グループ6：ブルガリア、ポルトガル、北アイルランド、キプロス
グループ7：ユーゴスラビア、スペイン、ギリシャ（ユーゴスラビアとスペインが勝ち点と得失点差で並んだため中立地でプレーオフを実施）
グループ8：スコットランド、チェコスロバキア、デンマーク、
グループ9：ソビエト連邦、アイルランド、フランス
ソビエト連邦が南米との大陸間プレーオフへ
南米予選
9チームが参加。1組3チームの3組に分かれ、各組1位のうち成績上位の2チームが出場、残りの1位チームは欧州との大陸間プレーオフに回る。
グループ1：ウルグアイ、コロンビア、エクアドル
グループ2：アルゼンチン、パラグアイ、ボリビア
グループ3：チリ、ペルー、ベネズエラ（出場辞退）（チリとペルーが勝ち点と得失点差で並んだため中立地でプレーオフを実施）
チリが欧州との大陸間プレーオフへ
北中米カリブ海予選
1973年CONCACAF選手権がワールドカップ予選を兼ねた。14チームが参加。1次ラウンドは1組2または3チームの全6組に分かれ、各組1位の6チームが最終ラウンドに進出。1回総当りの最終ラウンドの1位が出場。
1次ラウンド
グループ1：メキシコ、アメリカ、カナダ
グループ2：グアテマラ、エルサルバドル
グループ3：ホンジュラス、コスタリカ
グループ4：オランダ領アンティル、ジャマイカ（出場辞退）
グループ5：ハイチ、プエルトリコ
グループ6：トリニダード・トバゴ、スリナム、アンティグア・バーブーダ
最終ラウンド：ハイチ、トリニダード・トバゴ、メキシコ、ホンジュラス、グアテマラ、オランダ領アンティル
アフリカ予選
24チームが参加（マダガスカルとガボンは出場辞退）。1次ラウンドは1組2チームの全12組に分かれ、勝者12チームが2次ラウンドに進出。2次ラウンドは1組2チームの全6組に分かれ、勝者6チームが3次ラウンドに進出。3次ラウンドは1組2チームの全3組に分かれ、勝者3チームが最終ラウンドに進出。最終ラウンドは3チームが総当りとなり、1位が本大会に出場。
最終ラウンド：ザイール、ザンビア、モロッコ
アジア・オセアニア予選
18チームが参加（インド、スリランカ、フィリピンは出場辞退）。ゾーンA（主に東アジア）とゾーンB（主に西アジア、オセアニア）に分かれて3次まで予選を行う。各ゾーン1位同士で最終予選を行い、1位チームが本大会に出場。
最終予選：オーストラリア、韓国（得失点差で並んだため中立地でプレーオフを実施）
大陸間プレーオフ
ソビエト連邦がチリ・クーデターに抗議するため、サンティアゴにて開催される予定であった第2戦を棄権し、チリの本大会出場が決定。

## 出場国
| 大陸連盟 | 出場 枠数 | 予選大会   | 組 予選順位 | 組 予選順位 | 出場国・地域   | 出場回数         | 備考 |
| -------- | --------- | ---------- | ----------- | ----------- | -------------- | ---------------- | ---- |
| UEFA     | 1+8.5     | 開催国     | 開催国      | 開催国      | 西ドイツ       | 6大会連続8回目   |      |
| UEFA     | 1+8.5     | 欧州予選   | 1組         | 1位         | スウェーデン   | 2大会連続6回目   |      |
| UEFA     | 1+8.5     | 欧州予選   | 2組         | 1位         | イタリア       | 4大会連続8回目   |      |
| UEFA     | 1+8.5     | 欧州予選   | 3組         | 1位         | オランダ       | 7大会ぶり3回目   |      |
| UEFA     | 1+8.5     | 欧州予選   | 4組         | 1位         | 東ドイツ       | 初出場           |      |
| UEFA     | 1+8.5     | 欧州予選   | 5組         | 1位         | ポーランド     | 7大会ぶり2回目   |      |
| UEFA     | 1+8.5     | 欧州予選   | 6組         | 1位         | ブルガリア     | 4大会連続4回目   |      |
| UEFA     | 1+8.5     | 欧州予選   | 7組         | 1位         | ユーゴスラビア | 3大会ぶり6回目   |      |
| UEFA     | 1+8.5     | 欧州予選   | 8組         | 1位         | スコットランド | 4大会ぶり3回目   |      |
| CONMEBOL | 1+2.5     | 前回優勝国 | 前回優勝国  | 前回優勝国  | ブラジル       | 10大会連続10回目 |      |
| CONMEBOL | 1+2.5     | 最終予選   | 1組         | 1位         | ウルグアイ     | 4大会連続7回目   |      |
| CONMEBOL | 1+2.5     | 最終予選   | 2組         | 1位         | アルゼンチン   | 2大会ぶり6回目   |      |
| CONMEBOL | 1+2.5     | 最終予選   | 3組         | 1位         | チリ           | 2大会ぶり5回目   | ○    |
| CONCACAF | 1         | 最終予選   | 1位         | 1位         | ハイチ         | 初出場           |      |
| CAF      | 1         | 最終予選   | 1位         | 1位         | ザイール       | 初出場           |      |
| AFC/OFC  | 1         | 最終予選   | 1位         | 1位         | オーストラリア | 初出場           |      |

- 備考欄の「○」は大陸間プレーオフに勝利の上、出場が決定したチーム。